# Víctor José Jiménez y Malo de Molina
Víctor José Jiménez y Malo de Molina  (Madrid, 27 de marzo de 1915-ibidem, 21 de septiembre de 1999) fue un escritor, pedagogo y notable escultista español, conocido por su incondicional apuesta por el escultismo como método educativo, y partidario de iniciar actividades tendentes a la reorganización de los Exploradores de España al finalizar la Guerra Civil Española, tras la suspensión de actividades en 1940. 
Ingresó en los Exploradores de España el 15 de junio de 1923. Estudió en el Colegio Alemán de Málaga, pues su padre era funcionario procedente de Barcelona y buscaba un destino con colegio alemán. También residió un tiempo en Alemania como estudiante. A su regreso a España, tuvo problemas con los grupos de izquierdas que pretendían dominar las aulas universitarias madrileñas, ya que por su amistad con Rafael García Serrano y otros como la familia Rodríguez de Viguri, fue etiquetado como fascista.

## Guerra Civil
Al empezar la guerra civil se unió a la milicia «Españoles Patriotas» de Granada, desde la que pasaría en noviembre de 1936 a una Bandera de Falange. Ingresó más tarde en la Academia de Alféreces Provisionales de Granada y tras ganar su estrella siguió destinado en la misma, dado que en ella servía un grupo de instructores alemanes y él actuaba como traductor. 
Pasó en el frente de guerra durante algún tiempo, también en la Legión, resultando herido en combate y posteriormente seleccionado para tomar parte en un curso de Tenientes Provisionales, que aprobó. Al finalizar el conflicto siguió en el Ejército, que combinó con la oposición al cuerpo de maestros nacionales que también aprobó. 
Cuando se solicitaron voluntarios para la División Azul, se alistó, y fue asignado al Regimiento de Artillería. Estuvo presente como intérprete en la primera conversación entre Adolf Hitler y el general Agustín Muñoz Grandes. Fue herido el 21 de noviembre en Rusia, por lo que a finales de diciembre fue repatriado a España. Ya en España, realizó los cursos de transformación, convirtiéndose en militar profesional y publicó su libro «De España a Rusia» costeándolo de su bolsillo. Siguió en el Ejército hasta alcanzar el rango de comandante, para solicitar entonces el retiro.

## Exploradores de España
Víctor José Jiménez  conocido como «Ojo de Lince» en el ámbito scout, promovió la Comisaría General Provisional desde Granada el 28 de febrero de 1938 para mantener los vínculos de las tropas de exploradores en la zona nacional. Al acabar la guerra, la iniciativa fue disuelta, y fue nombrado comisario general, con carácter transitorio. Fue el último explorador en recibir el «Lobo de Plata» en 1939.
Procuró sin éxito salvaguardar la supervivencia de los exploradores en un último intento de crear unos «Exploradores de FET y de las JONS» (Falange Española Tradicionalista y de las JONS), en una carta que acompañaba un amplio proyecto enviado a Raimundo Fernández-Cuesta, el 26 de mayo de 1938. La propuesta fue rechazada. Por su parte, Víctor José Jiménez rechazó la candidatura para encabezar la Jefatura Nacional de las Juventudes Tradicionalistas que le propuso Manuel Fal Conde.
Según José María López Lacárcel, Víctor José Jiménez fue protagonista de incómodas situaciones en defensa de los Exploradores de España que rozaron el desacato. Su trayectoria militar suavizó más adelante el lento proceso de reorganización del escultismo español, siendo cofundador del «Clan Lobo Gris» de Madrid (germen de los Scouts de España) en 1947 y secretario de la Comisión Nacional de Reorganización del Escultismo Español en 1950, siendo uno de los tres miembros de Exploradores de España, junto a Francisco Medina Ample y Enrique Genovés Guillén, que representaron a la institución.
El 11 de diciembre de 1983 fue elegido Presidente Nacional de la Asociación de Scouts de España (ASDE), cargo que ocupó hasta 1987.
Fue uno de los supervivientes del accidente aéreo del vuelo 995 de Spantax en el aeropuerto de Málaga (1982), logrando salvar su vida junto con su esposa. En ese vuelo llevaba consigo el original mecanografiado de sus memorias, «Mis cincuenta años de escultismo», que fue destruido. Tuvo que rehacer toda la obra desde el principio.